# Jane Pierce
Jane Pierce (n. 12 martie 1806 - d. 2 decembrie 1863) a fost soția lui Franklin Pierce, al paisprezecelea Președinte al Statelor Unite ale Americii. A fost Prima Doamnă a Statelor Unite ale Americii între 1853 și 1857.